# Fab Style
Fab Style (ファブスタイル Fabusutairu?, lit. "Estilo fabuloso") es un videojuego de moda, gestión económica y simulación de citas desarrollado y publicado por Koei Tecmo para las videoconsolas Nintendo DS y Nintendo 3DS. Salió a la venta el 24 de noviembre de 2011 en Japón. Además cuenta con una edición limitada que incluye una guía, un CD con la banda sonora, un DVD con imágenes del juego y tarjetas con ilustraciones.

## Argumento
La historia sigue la vida de Meg, una joven que ha heredado recientemente la tienda de su hermana. Allí puede aconsejar a los clientes sobre ropa y maquillaje y puede cambiar la decoración y los objetos a la venta en su local. Además conocerá a varios hombres con los que podrá establecer una relación amorosa.

## Modo de juego
El sistema de juego es similar al del videojuego Nintendo presenta: Style Boutique para Nintendo DS. Al igual que en Style Boutique, hay que atender a los clientes, ayudándolos a elegir la ropa, el maquillaje y además puedes equipar tu tienda con diferentes tipos de ropa y accesorios de 14 marcas diferentes. Los clientes reaccionan a tus servicios, en función de si están satisfechos o no. Lo que diferencia principalmente a este juego de Style Boutique es que tienes la posibilidad de tener citas. Te encuentras con chicos en el juego doblados por populares seiyus japoneses. Todos ellos parecen tener trabajos de gran prestigio: médicos, banqueros, modelos, etc. Durante el transcurso del juego, podrás llegar a conocerlos y tener la oportunidad de mantener un romance.